# Neapolis Festival
Il Neapolis Festival è stato un festival musicale italiano nato nella città di Napoli. La prima edizione si è tenuta nel 1997 col nome di Tuborg Neapolis Rock Festival presso l'ex area industriale dell'Italsider di Bagnoli. Successivamente il festival ha cambiato più volte sede e nome. Nel 2014 il festival è stato cancellato.

## Storia

### Edizione 1997
La prima edizione del festival fu ideata dalla Tuborg, che decise di creare un festival musicale in una zona degradata e con forti problematiche sociali: fu quindi scelta l'area industriale dell'Italsider di Bagnoli, ormai dismessa, e il festival assunse il nome di Tuborg Neapolis Rock Festival. Il festival durò tre giorni e, tra gli artisti principali, vide esibirsi Duncan Sheik, David Bowie e Vasco Rossi. Altri musicisti partecipanti furono Litfiba, 99 Posse, Edoardo Bennato, NOFX, Mansun, Casinò Royale, Bisca, Timoria, Mar dei Sargassi, Mao.

### Edizione 1998
A seguito del buon successo di pubblico della prima edizione, gli organizzatori decisero di replicare l'anno seguente. A causa del forfait dei Prodigy all'ultimo momento, nell'edizione '98 vennero a mancare nomi di spicco e si preferì puntare principalmente sulla musica italiana (Prozac+, Frankie hi-nrg mc) e su pochi artisti stranieri, tra cui Rancid e Deep Purple. Altri artisti che parteciparono all'evento furono: Marlene Kuntz, Modena City Ramblers, Üstmamò, Subsonica, Agricantus, Madreblu, 24 Grana, Scisma, Estra, Tre Allegri Ragazzi Morti. Tra gli stranieri: Asian Dub Foundation, Les Rythmes Digitales, Primus, Gamma Ray.

### Edizione 1999
L'edizione '99 durò sei giorni e vide esibirsi 41 gruppi diversi. Tra i nomi principali figurarono: Aerosmith, Lenny Kravitz, Jethro Tull, Carmen Consoli. I palchi della manifestazione ospitarono anche The Black Crowes, Max Gazzè, Gianna Nannini, Creed, Pfm, Cree Summer, The Wailers, Linton Kwesi Johnson, Subsonica, Afterhours, Madaski, Osanna, La Crus, Negrita, Estra, Africa Unite, Bisca, Timoria, Pitch, Quintorigo,  Tinturia e molti altri gruppi. In questa edizione si svolse anche la notte dei tributi, con le migliori tribute band italiane.

### Edizione 2000
A causa dei lavori di bonifica dell'Italsider, il festival si spostò presso l'Arenile di Bagnoli. L'edizione di quell'anno assunse un tono etnico e latino in cui spiccarono i nomi di Ziggy Marley, Compay Segundo, Almamegretta, Sergent Garcia, Manu Chao, Roy Paci, Junkie XL, Tiromancino, Vinicio Capossela, Tonino Carotone. Questa fu l'ultima edizione sponsorizzata dalla Tuborg.

### Edizione 2001
Il festival cambia nome diventando semplicemente Neapolis Festival e, a causa dei continui lavori presso l'Italsider, si tenne presso lo Stadio San Paolo. Solo l'apertura si tenne ancora all'Italsider, con l'esibizione di Pino Daniele. Musicalmente l'edizione fu molto variegata, passando dal rock dei Muse al pop di Eros Ramazzotti fino alla musica etnica di Emir Kusturica. Ci fu anche un omaggio a Renato Carosone, appena scomparso.

### Edizione 2002
Inizialmente fu proposto di spostare il Neapolis nel Parco Virgiliano, sulla collina di Posillipo, ma dopo le forti proteste degli ambientalisti l'idea fu accantonata. Il festival tornò quindi nella sua sede originaria, l'ex Italsider. I nomi principali della rassegna furono Jamiroquai, Zucchero Fornaciari, Youssou N'Dour e gli emergenti Planet Funk. La performance di Youssou N'Dour venne spostata a fine luglio, presso gli spalti del Maschio Angioino, poiché il gruppo venne improvvisamente invitato ad una serie di concerti in patria a seguito della incredibile performance della nazionale senegalese ai Mondiali di Giappone e Corea.

### Edizione 2003
Nell'edizione del 2003 al Neapolis arrivano i R.E.M.. L'edizione dura due giorni e vede come artisti principali, oltre al gruppo statunitense, anche Patti Smith (che duetta più volte con i R.E.M.), i Massive Attack (che promuovevano l'album 100th Window) e Carmen Consoli. Tra gli altri Sparklehorse, Feeder, Paola Turci, Yuppie Flu, Giardini di Mirò, Lali Puna.

### Edizione 2004
L'edizione 2004 del Neapolis si sviluppò in giorni separati nei mesi di giugno e luglio, per permettere di inserire nel festival le date dei tour dei Cure, di Ben Harper e di Vasco Rossi. Gli altri artisti partecipanti furono Peter Gabriel, David Byrne e gli AIR. L'edizione sfruttò sedi diverse, per venire incontro alle diverse esigenze di pubblico dei vari artisti: il concerto dei Cure si tenne nella sede storica del festival, presso l'ex-Italsider, con i Sun Eats Hours in apertura; Ben Harper, Peter Gabriel, David Byrne e gli AIR suonarono invece nell'Arena Flegrea. Infine Vasco Rossi si esibì nello stadio San Paolo.

### Edizione 2005
Nel 2005 la manifestazione ha un nuovo sponsor e il festival prende il nome di Carpisa Neapolis Festival. Il 7 luglio all'Arena Flegrea si esibiscono Kraftwerk, Kasabian, LCD Soundsystem, ma forti polemiche suscita il forfait dell'ultimo momento degli Afterhours, particolarmente attesi dal pubblico. Nella serata seguente gli artisti principali furono Nick Cave e Tori Amos.

### Edizione 2006
Nel 2006 il Carpisa Neapolis Festival si svolse in tre date e all'Arena Flegrea si aggiunge la Mostra d'Oltremare per i concerti principali. La prima serata ospitò dEUS, il DJ Tiga, Eels, Baustelle, ma gli artisti più famosi erano attesi per la seconda serata: Iggy Pop, Robert Plant e Carlos Santana. Nella stessa sera suonarono anche i Mouse On Mars. Nell'ultima data si esibirono Jovanotti e Mondo Marcio.

### Edizione 2007
L'undicesima edizione del festival non vide la presenza di grandi artisti internazionali. Le prime due date, alla Mostra d'Oltremare, videro sul palco Tiromancino, Verdena, Negrita, I'm from Barcelona, Digitalism. La terza data, presso l'Arena Flegrea, accolse il concerto di Franco Battiato.

### Edizione 2008
Nel 2008 i R.E.M. tornano al Neapolis, assieme ai Massive Attack. La serata di apertura vide il gruppo di Bristol suonare dopo la performance degli Almamegretta, che eccezionalmente suonarono con Raiz. La seconda serata vide esibirsi i R.E.M. e gli Editors. Infine la serata di chiusura tutta italiana: Elio e le Storie Tese, Baustelle, Bluvertigo.

### Edizione 2009
L'edizione 2009 del festival fu fortemente improntata alla musica elettronica e vide nei Prodigy il gruppo di maggior richiamo. Sul palco allestito nella Mostra d'Oltremare la prima sera si alternarono Subsonica, Daniele Silvestri, Marlene Kuntz, Rinôçérôse e The Virgins. La seconda data vide, oltre i Prodigy, la partecipazione di Motel Connection, Juliette and the New Romantiques e !!!. Da questa edizione la Carpisa non sarà più sponsor principale della manifestazione.

### Edizione 2010
Dopo l'abbandono dello sponsor principale il nome della manifestazione torna a essere Neapolis Festival e, come l'anno precedente, si articolò in due date presso la Mostra d'Oltremare. Il programma dell'edizione vide Fatboy Slim e Jamiroquai come nomi principali. Gli altri musicisti furono: Gang of Four, Yann Tiersen, Carbon/Silicon, Stereo MCs, 24 Grana, Perturbazione, Does It Offend You, Yeah?, The Niro, Velvet, ATARI.

### Edizione 2011
Nel 2011 il festival torna nella zona dell'ex Italsider di Bagnoli, presso la neonata struttura dell'Acciaiera Sonora. Il programma dell'edizione vide tra gli artisti più attesi Skunk Anansie, Mogwai e Underworld. Parteciparono anche Marlene Kuntz, Hercules and Love Affair, Architecture in Helsinki, Battles, Crocodiles. Per festeggiare i 15 anni della manifestazione, viene anche pubblicata una compilation con i pezzi di maggior successo suonati nei 15 anni della kermesse.

### Edizione 2012
A partire dal 2012 per la prima volta il festival non si tiene più a Napoli, a seguito di diversi problemi che sono sorti con la struttura dell'Acciaieria Sonora. Viene stabilito che il festival si terrà per tre anni a Giffoni Valle Piana, a seguito di un accordo con il Giffoni Film Festival e in concomitanza con esso. I principali artisti dell'edizione furono: Patti Smith, Caparezza, Pino Daniele, Club Dogo, Dinosaur Jr., A Toys Orchestra.

### Edizione 2013
Nel 2013 il festival torna a Napoli, nuovamente all'Arenile di Bagnoli, per raccogliere fondi da destinare a Città della scienza, bruciata in un incendio nel 2013. Gli ospiti principali della manifestazione, suddivisa in tre date, sono stati Patti Smith, Tricky e i Kings of Convenience.